# 大金镇
大金镇，是中华人民共和国湖北省黄冈市武穴市下辖的一个乡镇级行政单位。

## 行政区划
大金镇下辖以下地区：
苏垴社区、张榜社区、宋天佑村、花园村、杨山村、舒冲村、周干村、刘元村、刘元政村、刘陶村、上周煜村、草鞋岭村、周易贤村、程继胜村、库家咀村、也字咀村、张天二村、胡大村、周梓村、下周煜村、大梅村和涂秀六村。